# Ringvoll (Hobøl)
Ringvoll este o localitate din comuna Hobøl, provincia Østfold, Norvegia, cu o suprafață de 0,4 km² și o populație de 470 locuitori (2013).